# Valentin de Salha
Valentin de Salha (genannt Valentin, chevalier de Salha; * 13. Januar 1758 in Bardos oder in Saint-Palais; † 14. April 1841 in Saint-Palais) war ein französischer Adliger, Marineoffizier und Général de division sowie Kriegsminister des kurzlebigen Königreichs Westphalen.

## Familie
Er war der vierte Sohn des Salvat de Salha, Marquis de Salha, und dessen Ehefrau Marie-Louise de Charritte. Er selbst heiratete 1785 Anne-Lucine d'Urdos, Tochter des Pierre von Urdos, Etcheverry und Sorhouette. Der Ehe entsprossen zwei Söhne, Pierre Louis de Salha (gefallen am 8. Februar 1807 in der Schlacht bei Preußisch Eylau) und Jean-Baptiste Prosper de Salha (ohne Nachkommen verstorben).

## Leben

### Marinelaufbahn
Obwohl er 1771 in die Heeresschule zugelassen wurde, optierte er für den Dienst in der Marine und trat in die Marineschule ein. Im April 1775 wurde er Offiziersanwärter in der Gardekompanie in Rochefort und in der Marine. Nach bestandener Prüfung wurde er am 1. Juli 1775 aufgenommen. Vom 1. Dezember 1775 bis zum 1. September 1776 diente er auf der Fleute Courtier und danach neun Monate lang auf der Fondant vor der französischen und spanischen Küste, wobei er am 1. April 1977 zum Leutnant zur See ernannt wurde. Nach der französischen Anerkennung der Unabhängigkeitserklärung der Vereinigten Staaten und dem Abschluss des französisch-amerikanischen Bündnisses am 6. Februar 1778 begannen die offenen Feindseligkeiten mit Großbritannien. Salha diente vom 1. März bis September 1778 auf dem 80-Kanonen-Linienschiff Duc de Bourgogne im Ärmelkanal. Von November 1778 bis Februar 1781 war er auf dem Linienschiff Diadème (74 Kanonen), mit dem er 1779 an der Eroberung von St. Vincent und Grenada teilnahm. Zurück in Frankreich, diente er von Mai bis Oktober 1781 im Ärmelkanal auf der Korvette Le Guerrier. Von November 1781 bis Juni 1782 diente er auf der Fregatte Friponne in amerikanischen Gewässern, und am 14. April 1782 wurde er zum Lieutenant de vaisseau (Kapitänleutnant) befördert. Als solcher erhielt er im Juli 1782 sein erstes Kommando, die kleine, ehemals britische Korvette Speedy (16 Kanonen), die zuvor von der Friponne erobert worden war und mit der er bis Januar 1783 in der Karibik kreuzte. Von April 1783 bis September 1784 befehligte er die Fregatte Étoile in europäischen Gewässern; in diese Zeit fielen das Ende der Feindseligkeiten auf See im Februar 1783 und der Frieden von Paris im September 1783.
Von September 1785 bis Juli 1786 diente Salha auf der kleinen Fregatte Utile (16 Kanonen), von März bis Oktober 1787 auf der Guyane (20 Kanonen), und von September 1788 bis Januar 1790 auf der von den Briten eroberten Ariel (20 Kanonen) in der Karibik, zunächst als Erster Offizier, dann als Kommandant. Nach der Heimkehr von dieser Fahrt wurde er zum Ritter des Saint-Louis-Ordens ernannt. Dann quittierte er, nach 15 Jahren, den Dienst, wohl wegen der Unwägbarkeiten der Revolutionszeit, die viele adelige Offiziere ins Ausland gehen sah. Er lebte in Bayonne, wo seine Frau im Dezember 1792 verstarb. 1795 lebte er in Pau.

### Wechsel ins Heer
Am 2. November 1805 trat er wieder mit seinem früheren Dienstgrad in die Marine ein und wurde auf das 74-Kanonen-Linienschiff Vétéran kommandiert, dessen nomineller Kommandant Jérôme Bonaparte war. Die Vétéran segelte im Dezember 1805 im Geschwader des Konteradmirals Willaumez in die Karibik. Am 31. Juli 1806 verließ Jérôme mit der Vétéran eigenmächtig das Geschwader, da er unbedingt wieder nach Paris zurückkehren wollte. Zurück in Frankreich nahm er seine beiden Kumpane und Günstlinge Le Camus und Meyronnet sowie seinen neuen Vertrauten Salha mit nach Paris. Salha wechselte dann auf Jérômes Wunsch zusammen mit diesem und Meyronnet ins Heer und wurde Jérômes Adjutant. Bei Napoleons Feldzug gegen Preußen und Russland im Herbst 1806 zog Salha mit Jérôme und dessen deutschem Hilfskorps nach Schlesien, wo sie Glogau belagerten. Dort wurde er am 23. September 1806, wie auch Meyronnet, obwohl nun im Heer, zum Fregattenkapitän befördert. Am 10. März 1807 wurde er, gemeinsam mit Meyronnet, Ritter der Ehrenlegion.

### Königreich Westphalen
Als Jérôme im August 1807 von seines Bruders Gnaden König von Westphalen wurde, gingen Meyronnet, Le Camus und Salha mit ihm in seine Residenzstadt Kassel, wo sie in schneller Folge in höchste Ämter avancierten. 
Am 11. Dezember 1807 ernannte Jérôme Salha zum Oberst der Infanterie. 1808 erhielt Salha die Erlaubnis, offiziell in westphälische Dienste zu treten (dazu musste er als Fregattenkapitän der französischen Marine demissionieren), und er wurde Erster Flügeladjutant des Königs und Gouverneur des Hauses der Pagen. Am 20. April 1808 wurde er Kommandeur des zu errichtenden Gardejäger-Bataillons, bald darauf auch Großmeister des Hauses (Oberhofmeister) der Königin Katharina; während des Dörnberg-Aufstands im April 1809 begleitete er Katharina, die um ihr Leben fürchtete, von Kassel zur Kaiserin Joséphine nach Straßburg. Am 26. Dezember 1808 wurde Salha zum Brigadegeneral befördert, und die Beförderung zum Divisionsgeneral folgte bald darauf. Am 12. September 1809 berief Jérôme ihn in den Staatsrat von Westphalen (Kriegssektion). Am 23. September 1810 wurde er zum Grafen von Hone erhoben, wo ihm Jérôme ein Rittergut aus Staatsbesitz geschenkt hatte, und am 29. September 1810 wurde er Kriegsminister des Königreichs Westphalen, behielt aber weiterhin auch sein Hofamt als Großmeister des Hauses der Königin. Kaiser Napoleon bestätigte später auf Jérômes Bitten den Grafentitel als Graf des Empire mit Patent vom 23. April 1812; der Titel wurde jedoch nach der Restauration der Bourbonenmonarchie in Frankreich nicht anerkannt und verfiel.
Salha nahm nicht an Napoleons Russlandfeldzug 1812 teil, sondern verblieb in Kassel. Als die Stadt nach der Völkerschlacht bei Leipzig von russischen Truppen besetzt und das Königreich Westphalen für aufgelöst erklärt wurde, floh er am 26. Oktober 1813 aus Kassel, einen Tag nachdem Jérôme abgereist war, um dann Anfang November in Köln wieder zu Jérôme zu stoßen. Sein Gut in Niederhone, ein nach der Reformation säkularisiertes ehemaliges Klostergut, wurde nach der Restauration Kurhessens wieder Staatsdomäne und bestand als solche bis 1936.

### Bourbonenrestauration
Von seinen Eiden entbunden schloss sich Salha bald darauf den Truppen der Alliierten an und gelangte mit diesen nach Paris. König Ludwig XVIII. honorierte dies und ernannte Salha noch 1814 zum Adjutant-commandant, eine generell von Offizieren im Range eines Obersten besetzten Position im Generalstab. Seinem im Juni 1814 gestellten Ersuchen, mit dem Dienstgrad eines Kapitäns zur See wieder in die Marine übernommen zu werden, wurde mit Wirkung vom 31. Dezember 1814 stattgegeben, allerdings erhielt er kein neues Kommando mehr. Am 1. Januar 1816 nahm er seinen Abschied. 
Am 29. Juni 1819 wurde er Offizier der Ehrenlegion.

## Nachkommen
Sein erster Sohn Pierre-Louis Salha verließ die Militärschule in Fontainebleau mit dem Rang eines Unterleutnants. Er nahm an der Belagerung von Gaeta mit dem 6. Linienregiment teil, wechselte dann ins 16. Leichte Infanterie-Regiment unter Oberst Jean Isidore Harispe, dem späteren Marschall von Frankreich. Es nahm an der Schlacht bei Jena und Auerstedt am 14. Oktober 1806 teil und fiel am 8. Februar 1807 bei Preußisch Eylau.
Sein anderer Sohn, Jean-Baptiste, Marquis de Salha, trat in die Marine ein. Im Mai 1813 lebte er wie sein Vater in Kassel, wo er als Graf von Hone und Schwadronskommandeur und Leutnant der Garde du corps du roi bekundet wird. Er verließ die Marine für den Dienst an Land und nahm schließlich als Oberstleutnant im Generalstab seinen Abschied. Er wurde Ritter der Ehrenlegion. Er war verheiratet mit seiner Cousine Marie-Antoinette-Léopoldine de Salha, Tochter von Joseph-Louis-Marie, Marquis de Salha, und Elizabeth de Launay. Die Ehe blieb kinderlos.